# Grève générale de 1920 en Roumanie

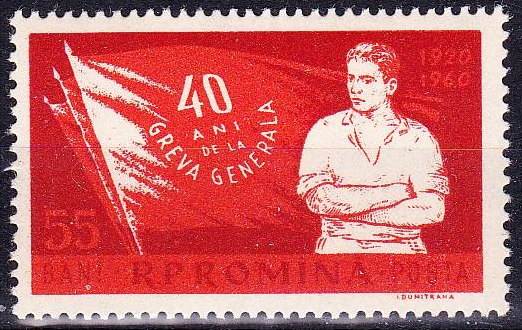
Timbre-poste de 1960 commémorant la grève, émis par la république populaire roumaine.

La grève générale de 1920 en Roumanie est une grève nationale majeure survenue dans le royaume de Roumanie du 20 au 28 octobre 1920 ayant impliqué la participation de la plupart des plus de 400 000 travailleurs industriels de tout le pays. Les revendications des travailleurs comprenaient la reconnaissance des comités ouvriers d'usine, la démilitarisation des entreprises industrielles, l'abolition de l'état d'urgence, l'élimination de la censure et l'adoption d'une nouvelle législation sur les conflits du travail. La grève a été violemment réprimée par le gouvernement en utilisant l'armée roumaine et les chefs des ouvriers furent condamnés à la prison.